# Cocalero (película)
Cocalero es una película documental argentino boliviana de 2007 dirigida por Alejandro Landes.

## Sinopsis
El documental trata sobre el movimiento cocalero en Bolivia, la campaña presidencial del 2005 de su representante Evo Morales y posterior elección. La estrategia documental buscó dar voz a los cocaleros y sus puntos de vista sobre la planta que cultivan: la coca (Erythroxylum coca), una planta central en la campaña de erradicación en la llamada Guerra contra las drogas de Estados Unidos.

## Elenco
- Evo Morales (como él mismo)
- Adriana Gil (como ella misma)
- Álvaro García Linera (como él mismo)
- Alex Contreras (como él mismo)
- Javier Escalas (como él mismo)

## Recepción
En el portal de internet IMDb tiene una puntuación de 7,1/10 basada en 246 votos de los usuarios. En Filmaffinity tiene una puntuación de 6,4/10 basada en base a 258 votos de los usuarios.
Participó como película nominada en la edición 2007 de los festivales de Sundance, Zúrich y Mar de Plata. En 2007 recibió el premio Sur al mejor documental.